# حزب کمونیست آفریقای جنوبی
حزب کمونیست آفریقای جنوبی (SACP) یک حزب سیاسی در آفریقای جنوبی است که در سال ۱۹۲۱ تأسیس شد و علیه آپارتاید مبارزه کرد. حزب کمونیست آفریقای جنوبی امروزه همراه با کنگره ملی آفریقا (ANC) و کنگره اتحادیه‌های کارگری آفریقای جنوبی (COSATU)، اتحاد سیاسی سه جانبه (اتحاد سه حزب) را تشکیل می‌دهد. این اتحاد سه‌گانه از دوران پس از آپارتاید تاکنون، تشکیل دهنده دولت در آفریقای جنوبی بوده‌است. برخی از رهبران حزب کمونیست آفریقای جنوبی همزمان از رهبران کنگره ملی آفریقا نیز بوده و هستند، مثلاً:
- نلسون ماندلا با در نظر گرفتن شرایط حساس مبارزه «کنگره ملی آفریقای جنوبی» هیچگاه این راز را که او در زمان دستگیری خود، در سال ۱۹۶۲، عضو برجسته کمیته مرکزی حزب کمونیست آفریقای جنوبی بوده‌است را آشکار نکرد، فقط پس از درگذشت او بود که حزب کمونیست همزمان با کنگره ملی آفریقا این حقیقت تاریخی را اعلام کردند.[۱] حزب کمونیست آفریقای جنوبی در چارچوب کنگره ملی آفریقا به رهبری ماندلا عمل می‌کرد. ماندلا در سال ۱۹۷۶ آزادی مشروط به بهای فاصله گرفتن از کنگره ملی آفریقا را رد کرده بود. مشاوران ماندلا در مبارزه، چه قبل از دستگیری، چه در دوره زندان طولانی و چه در سال‌های ریاست جمهوری و پس از آن رهبران حزب کمونیست آفریقای جنوبی نظیر والتر سیسولو، یوسف دادو، جو اسلوو و کریس هانی بودند.[۱]
- کریس هانی رهبر حزب کمونیست آفریقای جنوبی در روز ۱۰ آوریل ۱۹۹۳ در ۵۰ سالگی در یوهانسبورگ به دست یک (پناهنده) ضدکمونیست لهستانی کشته شد و قاتل بعداً اعتراف کرد که افراطیون سفیدپوست او را برای ارتکاب این قتل اجیر کرده بودند. هانی که بیشتر عمر خود را در مبارزه و از جمله مبارزه مسلحانه و فرار از این کشور به آن کشور گذرانده بود پس از فروپاشی شوروی به نوسازی سوسیالیسم آفریقایی همت گمارد و موفق شد که اعضای حزب کمونیست را به جای ریزش افزایش دهد و همین امر باعث شد که دشمنان بین‌المللی پیدا کند.

ترور کریس هانی باعث خشم شدید در میان مردم شد و این جریان باعث گردید که رژیم آپارتاید برای جلوگیری از جنگ داخلی مجبور به مذاکره با نلسون ماندلا گردید و با کمک ماندلا موفق شد که مردم را آرام کند. نتیجه مذاکرات با ماندلا تشکیل دولت وحدت ملی در آفریقای جنوبی بود. برای حزب کمونیست آفریقای جنوبی، آشتی ملی پلاتفرمی برای پیشبرد هدف ایجاد جامعه متکی بر عدالت، آزاد از تهدیدهای بین‌المللی، و رها از نژادپرستی، مردسالاری و نابرابری فاحش در آفریقای جنوبی بود.